# 烏曼泰山
13°18′48″S 72°35′13″W / 13.313348°S 72.587076°W
烏曼泰山（Humantay），是秘魯的山峰，位於該國東南部庫斯科大區，屬於安地斯山脈中維爾卡潘帕山脈的一部分，該山峰海拔高度為5,473米。